# Marko Baacke
Marko Baacke (* 10. Februar 1980 in Friedrichroda) ist ein ehemaliger deutscher Nordischer Kombinierer.

## Werdegang
Seinen ersten Erfolg feierte der in der westthüringischen Bergstadt Ruhla aufgewachsene Baacke, der bereits im Alter von sechs Jahren mit dem Skisport begann, bei den Deutschen Schülermeisterschaften 1995, bei denen er in seiner Altersklasse den Titel gewann. 1995 und 1997 wurde er Deutscher Jugendmeister im Einzel. 1998 errang er den Deutschen Juniorenmeistertitel.
1997 gab er sein internationales Debüt im B-Weltcup der Nordischen Kombination. Am 9. Januar 1999 gelang Baacke dabei in Garmisch-Partenkirchen mit Rang zwei sein erster Podestrang. Im selben Jahr wurde er Deutscher Juniorenmeister im Einzel. Zudem verpflichtete er sich 1999 als Sportsoldat bei der Bundeswehr. Als Mitglied der Sportfördergruppe in Oberhof gewann er im Dezember seinen ersten B-Weltcup in Reit im Winkl.
Im Januar 2000 gab er sein Debüt im Weltcup der Nordischen Kombination. Dabei verpasste er in Oberwiesenthal und Reit im Winkl die Punkteränge noch deutlich, bevor er in Schonach im Schwarzwald als 29. seine ersten zwei Weltcup-Punkte gewann. Bei den Nordischen Junioren-Skiweltmeisterschaften 2000 in Štrbské Pleso gewann er im Einzel die Silbermedaille hinter Alexej Zvetkov. Im Sprint musste er sich nur dem Finnen Petter Kukkonen geschlagen geben und gewann ebenfalls Silber. Bei den Deutschen Meisterschaften 2000 gewann er im Einzel und im Sprint die Bronzemedaille.
In Hakuba erreichte er im Februar 2000 erstmals eine Top-10-Platzierung. Am Ende der Saison startete er erstmals im Team-Massenstart und verpasste mit der Mannschaft als Vierter nur knapp seinen ersten Podestplatz in Santa Caterina. Beim FIS-Sommer-Grand-Prix 2000 gelang Baacke der Sieg in Stams.
In seine erfolgreichste Saison 2000/01 startete Baacke mit seinem ersten Podestplatz als Dritter in Kuopio. Im Januar 2001 gelang ihm mit der Mannschaft erneut in Park City ein vierter Rang im Team-Massenstart, bevor er als Zweiter im Einzel in Steamboat Springs das beste WC-Einzelresultat seiner Karriere erreichte.
Bei den Nordischen Skiweltmeisterschaften 2001 in Lahti gewann er im Sprint seinen ersten und einzigen Weltmeistertitel. Mit der Mannschaft verpasste er als Vierter eine zweite Medaille. Im Einzel erreichte er Rang acht. Zum Saisonende erreichte er noch einmal Rang drei am Holmenkollen in Oslo. In der Saison-Gesamtwertung belegte er am Ende Rang sieben. Im Sprintweltcup wurde er Fünfter.
Nach einem schweren Trainingssturz am 20. November 2001 in Kuusamo mussten ihm eine Niere und die Milz entfernt werden. Eine Rückkehr in die absolute Weltspitze blieb ihm deshalb verwehrt. Im Weltcup landete er meist nur im Mittelfeld. Bei den Nordischen Skiweltmeisterschaften 2003 im Val di Fiemme landete er im Sprint auf Rang 23.
Im September 2004 beendete er seine aktive Kombiniererlaufbahn.
Im April 2007 begann er mit seinem Diplomtrainerstudium an der Trainerakademie in Köln, welches er 2010 erfolgreich abschloss. Er betreut aktuell am Bundesstützpunkt Oberhof mehrere deutsche Nachwuchstalente. Sein Vater Klaus Baacke, der ihn selbst über mehrere Jahre trainierte, ist ein langjähriger, erfolgreicher Nachwuchstrainer im Nordischen Skisport.

## Erfolge

### Grand-Prix-Siege im Einzel
| Nr. | Datum             | Ort   | Typ                   |
| --- | ----------------- | ----- | --------------------- |
| 1.  | 2. September 2000 | Stams | Gundersen Großschanze |

### B-Weltcup-Siege im Einzel
| Nr. | Datum             | Ort           | Disziplin           |
| --- | ----------------- | ------------- | ------------------- |
| 1.  | 20. Dezember 1999 | Reit im Winkl | Gundersen K90/15 km |

## Statistik

### Weltcup-Statistik
Die Tabelle zeigt die erreichten Platzierungen im Einzelnen.
- Platz 1.–3.: Anzahl der Podiumsplatzierungen
- Top 10: Anzahl der Platzierungen unter den ersten zehn
- Punkteränge: Anzahl der Platzierungen innerhalb der Punkteränge
- Starts: Anzahl gelaufener Rennen in der jeweiligen Disziplin

| Platzierung         | Einzel a | Sprint | Massenstart | Team   | Team    | Gesamt |
| Platzierung         | Einzel a | Sprint | Massenstart | Sprint | Staffel | Gesamt |
| ------------------- | -------- | ------ | ----------- | ------ | ------- | ------ |
| 1. Platz            |          |        |             |        |         |        |
| 2. Platz            |          | 1      |             |        |         | 1      |
| 3. Platz            | 1        | 1      |             |        |         | 2      |
| Top 10              | 6        | 3      |             |        | 2       | 11     |
| Punkteränge         | 16       | 13     | 2           |        | 2       | 33     |
| Starts              | 18       | 18     | 5           |        | 2       | 43     |
| Stand: Karriereende |          |        |             |        |         |        |